# Thomas Spies

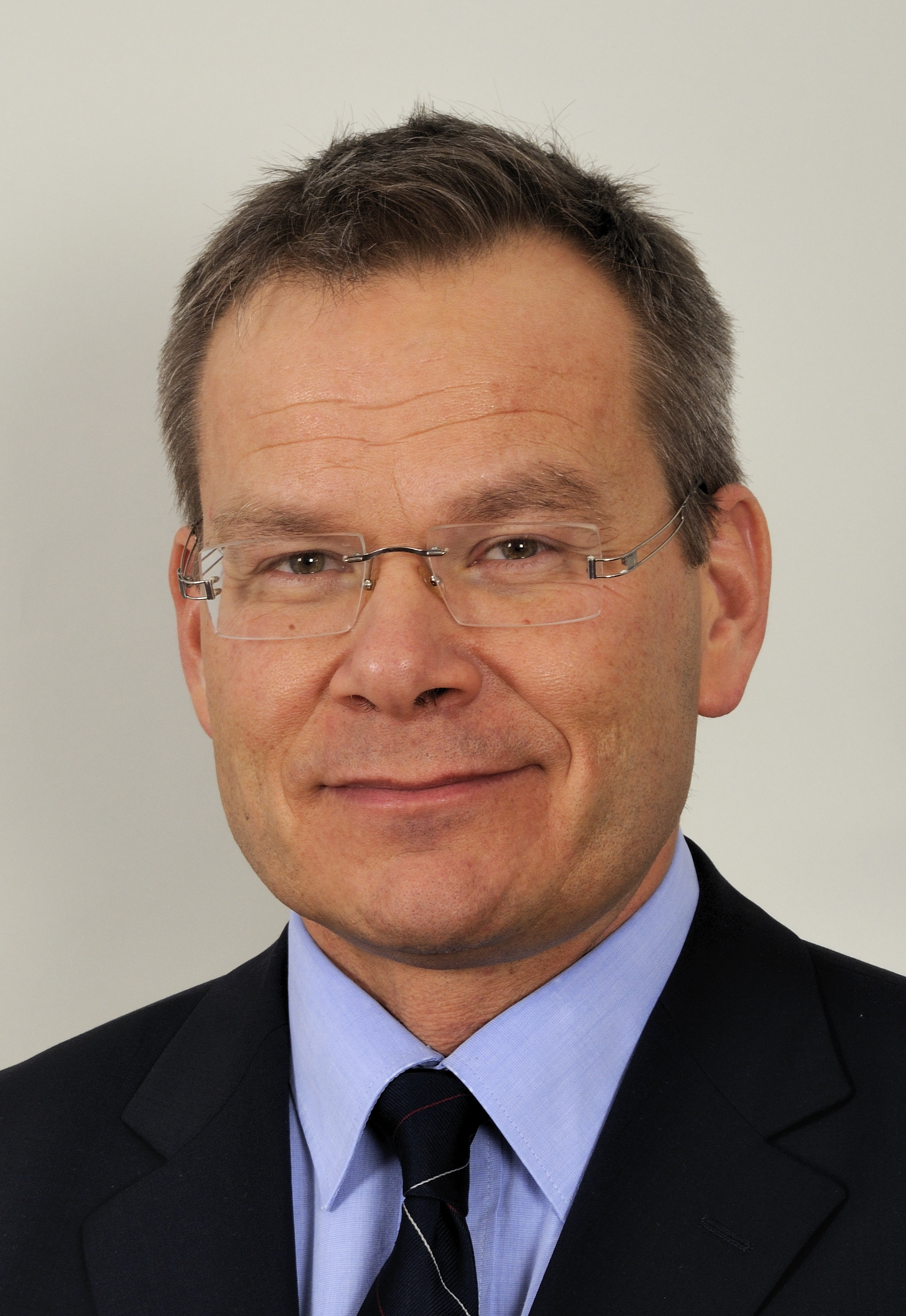
Thomas Spies (2013)

Thomas Spies (* 27. Juni 1962 in Marburg) ist ein deutscher Arzt, Autor und Politiker (SPD). Seit 2015 ist er Oberbürgermeister der Universitätsstadt Marburg. Zuvor war er von 2008 bis 2015 stellvertretender Fraktionsvorsitzender der SPD-Fraktion im Hessischen Landtag.

## Ausbildung und Beruf
Als Sohn der Lehrerin Pauli Spies und des Malers und Bildhauers Joachim Spies wurde Thomas Spies am 27. Juni 1962 in Marburg geboren. Nach seinem Abitur an der Martin-Luther-Schule und dem Wehrdienst bei der Sanitätstruppe (1981–1983) studierte Spies von 1983 bis 1990 Humanmedizin in Marburg. Anschließend war er von 1991 bis 1993 Arzt im Praktikum in Marburg. Danach folgten ärztliche und wissenschaftliche Tätigkeiten (Tumorforschung) am Klinikum der Philipps-Universität Marburg, von 1991 bis 1992 Neuropathologie, von 1992 bis 1993 Innere Medizin, von 1993 bis 1998 wissenschaftlicher Mitarbeiter/Arzt Chirurgie, seit 1999 freie ärztliche Tätigkeit als Notfallmediziner. 1997 promovierte er mit dem Thema „Eine Untersuchung zu den psychologischen Auswirkungen der vaginalen Entbindung versus Sectio Caesarea auf die postpartale Paarbeziehung“.
Seit 2007 ist Spies Gastdozent im Fachbereich Medizin der Goethe-Universität Frankfurt.

## Politik
Thomas Spies gehört seit 2008 dem Landesvorstand der Hessischen SPD an. Seit 2006 ist er stellv. Vorsitzender im Bezirk Hessen Nord. Von 1998 bis 2016 war er stellv. Vorsitzender der SPD Marburg-Biedenkopf. Zudem war er von 2006 an zunächst stellv., dann bis 2017 Bundesvorsitzender der ASG – Arbeitsgemeinschaft der Sozialdemokraten im Gesundheitswesen und als solcher kooptiertes Mitglied im SPD-Parteivorstand. Von 2001 bis 2017 war er zudem Vorsitzender der ASG Hessen-Nord. Mitglied der SPD ist er seit 1980.
Von September 1999 bis November 2015 war Thomas Spies Mitglied des Hessischen Landtags in der 15. bis 19. Wahlperiode. Er gehörte in dieser Zeit dem Petitionsausschuss, dem Sozialausschuss, den Ausschuss für Wissenschaft und Kunst sowie als Berichterstatter der Enquetekommission Demographischer Wandel – Herausforderungen an die Landespolitik an. Ab 2008 war er stellvertretender Fraktionsvorsitzender der SPD-Fraktion im Hessischen Landtag. Ab 2009 war er zudem Vorsitzender des Ausschusses für Wissenschaft und Kunst.
Spies Interessenschwerpunkt in der Landes- und Bundespolitik war und ist die Gesundheitspolitik. Hier entwickelte er 2003 zusammen mit Andrea Ypsilanti das hessische Modell der Bürgerversicherung, auf dessen Grundlage das SPD-Konzept der „Solidarischen Bürgerversicherung“ beschlossen wurde. Weitere Schwerpunkte seiner politischen Arbeit sind die Wissenschaftspolitik, die Kulturpolitik und die Folgen, die sich aus dem Demographischen Wandel ergeben. Ferner leitete er eine Denkwerkstatt der Hessen SPD zum Thema Digitalisierung und Gesellschaft sowie Sozialpolitische Kommission der Friedrich Ebert Stiftung in Hessen.
2015 kandidierte Thomas Spies für das Amt des Oberbürgermeisters der Universitätsstadt Marburg und trat dieses Amt am 1. Dezember 2015 an. 2021 wurde Spies in seinem Amt bestätigt. Als Oberbürgermeister war bzw. ist er auch Kämmerer, Planungsdezernent, Kulturdezernent und Sozialdezernent. Schwerpunkte seiner Arbeit waren insbesondere der Wohnungsbau und Stadtentwicklung, die Weiterentwicklung der sozialen Infrastruktur und der Gesundheitsversorgung, der Klimaschutz, die Weiterentwicklung der Wirtschaftsförderung, Sicherheit und Brandschutz sowie die Etablierung einer neuen Stabsstelle für Bürger*innenbeteiligung und Demokratieförderung. 2024 gab er den Anstoß für die Entstehung eines zivilgesellschaftlichen Bündnis für Demokratie und gegen Rechtsextremismus.

## Auszeichnungen
2021 wurde Spies mit dem Göttinger Friedenspreis für sein Engagement für Geflüchtete ausgezeichnet. 1983 wurde ihm die Ehrenmedaille der Bundeswehr verliehen.

## Schriften
- Die Bürgerversicherung: Zukunftsfähig und solidarisch. VAS, Frankfurt am Main 2006, ISBN 3-88864-415-1.